# Африканські центри з контролю та профілактики захворювань
Африканські центри з контролю та профілактики захворювань (англ. Africa Centres for Disease Control and Prevention) — це агентство громадської охорони здоров'я Африканського Союзу, яке підтримує ініціативи держав-членів у сфері громадської охорони здоров'я та посилює спроможність їх закладів охорони здоров'я протистояти загрозам захворювань. Ідеї Африканських центрів з контролю та профілактики захворювань були запропоновані урядом Ефіопії в 2013 році під час спеціального саміту з туберкульозу і ВІЛ в столиці Нігерії Абуджі. З 2013 по 2016 роки були розроблені умови та статут центрів, а спеціалізоване агентство було офіційно запущено в січні 2017 року. Штаб-квартира центрів знаходиться в столиці Ефіопії Аддис-Абебі.

## Історія
Африканські центри з контролю та профілактики захворювань були засновані у 2016 році на 26-ю асамблеї глав держав і урядів для покращення координації між установами охорони здоров'я держав-членів Африканського Союзу у боротьбі із загрозами захворювань. Країни-члени Африканського Союзу вперше розглянули ідею створення загальноконтинентального агентства громадської охорони здоров'я в 2013 році на Спеціальному саміті Африканського Союзу з питань ВІЛ, туберкульозу тамалярії в столиці Нігерії Абуджі в липні 2013 року. Ідею запропонував уряд Ефіопії, яка тоді головувала в Африканському Союзі. Епідемія гарячки Ебола в Західній Африці в 2014 році прискорила створення Африканських центрів з контролю та профілактики захворювань, а також сформувала уявлення про те, якою має бути їх основна мета, і посилила важливість запобігання надзвичайним ситуаціям у сфері охорони здоров'я та реагування на них. У липні 2015 року на зустрічі міністрів охорони здоров'я Африканського Союзу в Малабо було прийнято статут Африканських центрів з контролю та профілактики захворювань, який спонукав до прискорення створення установи. Агентство було офіційно відкрито в січні 2017 року.

### Пандемія COVID-19
Африканські центри з контролю та профілактики захворювань відіграли свою роль у розробці заходів проти глобальної пандемії COVID-19 у 2019—2020 роках, яка вразила й Африку. На початку квітня 2020 року директор центрів Джон Нкенгасонг засудив зауваження двох французьких учених, професорів Жана-Поля Міри та Каміля Лоша, які припускали, що потенційну вакцину від туберкульозу проти коронавірусу буде випробувано в Африці, назвавши їх «огидними та расистськими». З тих пір доктор Міра вибачився за свої зауваження.
2 травня 2020 року Африканські центри з контролю та профілактики захворювань підтвердили майже 40 тисяч випадків хвороби, майже 1700 смертей і понад 13 тисяч одужань, а також те, що COVID-19 зареєстровано в 53 африканських країнах. Станом на 18 червня 2020 року Африканський центр контролю за захворюваннями повідомив, що 52 країни-члени Африканського Союзу зареєстрували 267519 випадків хвороби, 7197 смертей і 122661 одужання. Єгипет, Алжир і ПАР вважалися країнами з найвищим ризиком завезення вірусу та з помірними або високими можливостями стримувати спалах коронавірусу.
Африканські центри з контролю та профілактики захворювань також працювали із Фондом Джека Ма для постачання наборів для тестування на COVID-19 по всьому континенту. 7 травня доктор Нкенгасонг заперечив критику президента Танзанії Джона Магуфулі про те, що ці тести були несправними та дають занадто багато хибнопозитивних результатів.
6 січня 2021 року Африканські центри з контролю та профілактики захворювань повідомилив, що загальна кількість випадків хвороби в Африці досягла 2854971, тоді як кількість смертей досягла 67986 і що 2361900 хворих одужали. 21 травня 2021 року 55 держав-членів Африканського Союзу заявили про 4732150 випадків хвороби, 127612 смертей і 4238275 одужань.
13 квітня 2021 року було започатковано Партнерство з африканського виробництва вакцин, спрямоване на збільшення виробництва вакцин в Африці. Руанда, Сенегал і ПАР були визначені як країни, де можуть вироблятися мРНК-вакцини. Африканські центри з контролю та профілактики захворювань мають на меті, щоб 60 % вакцин, які використовуються в Африці, вироблялися в Африці до 2040 року, на відміну від менше 1 % у 2021 році.
На зустрічі в лютому 2022 року було погоджено створити Африканський фонд боротьби з епідеміями. Очікується, що його структура управління буде введена в дію до липня 2023 року. Окремо Африканські центри з контролю та профілактики захворювань виробляють статус «виконавчої організації» у Пандемічному фонді Світового банку.

## Організаційна структура
Африканські центри з контролю та профілактики захворювань розміщуються в Координаційному центрі Африканських центрів з контролю та профілактики захворювань в столиці Ефіопії Аддис-Абебі, де також знаходиться Центр надзвичайних операцій агентства. Агентство початково очолювали директор доктор Джон Нкенгасонг і заступник директора Ахмед Огвелл Ума. Окрім виконавчого офісу та науково-програмного офісу, агентство також має декілька відділів, які займаються «політикою, дипломатією охорони здоров'я та комунікацією», «управлінням та адмініструванням», «спостереженням та дослідженням захворювань», «лабораторними системами та мережами», «приготуванням до надзвичайних ситуацій і реагування», а також має у складі інститути охорони здоров'я та дослідження. З лютого 2023 року генеральним директором, призначеним асамблеєю Африканського Союзу, є доктор Жан Касея з Демократичної Республіки Конго.
Африканські центри з контролю та профілактики захворювань також мають регіональні центри співпраці в Єгипті, Нігерії, Габоні, Замбії та Кенії; які охоплюють Північну Африку, Західну Африку, Центральну Африку, Південну Африку та Східну Африку відповідно. Африканським центрам з контролю та профілактики захворювань також підпорядковується спеціалізований Інститутгеноміки патогенів та Інститут розвитку робочої сили.